# 贾葭
贾葭，真名賈佳，专栏作家。

## 生平
出生于陕西西安，畢業於南京大學中文系，曾先后供职于新华社《瞭望东方周刊》、《凤凰周刊》、《GQ》杂志中文版，曾任腾讯《大家》专栏的主编、香港《阳光时务周刊》副主编、《端传媒》评论部主编。

## 失踪事件
2016年3月15日晚，原本要前往香港参加研讨活动的贾葭突然与外界失去了联系。
贾葭失踪事件引起了社会各界的广泛关注。贾葭失联48小时之后，包括《卫报》、路透社、美国之音、《苹果日报》、《明报》、风传媒等众多媒体报导了事件，并懷疑贾葭失踪的原因與要求习近平辞任总书记公开信事件有關。18日，贾葭的家人及律师开始向公安、机场及航空公司询问贾葭的下落，均无果而终。
21日，《环球时报》发表了题为《某某“失联”，境外舆论的最爱噱头》的评论文章，称贾葭失踪事件“所谓‘秘密逮捕’是一些人以政治斗争为目的编造出来的舆论标签”。25日，被扣10日的贾葭获释。